# NAMELY
「NAMELY」（ネームリー）は、UVERworldの38枚目のシングル。2021年6月2日にgr8!recordsから発売された。

## 背景とリリース
前作『HOURGLASS』からおよそ3ヵ月ぶりとなる2021年の第2弾シングル。表題曲の「NAMELY」は、テレビ東京系アニメ『七つの大罪 憤怒の審判』(第2クール)のエンディングテーマに使用された。
初回生産限定盤・通常盤、期間生産限定盤の3形態でリリース。初回生産限定盤には、2020年に行われた配信ライブ中にオンエアされたメンバー制作の映像ならびにアテレコ集を収録したDVDが付属する。期間生産限定盤は『七つの大罪 憤怒の審判』書下ろし絵柄デジパック仕様となる。

## 収録内容

### 初回生産限定盤・通常盤
| 全作詞: TAKUYA∞、全編曲: UVERworld & 平出悟。 |                           |           |                                                    |      |
| #                                             | タイトル                  | 作詞      | 作曲                                               | 時間 |
| 1.                                            | 「NAMELY」                | TAKUYA∞   | 彰 / Yuzuru Kusugo / Satoshi Shibayama             | 4:07 |
| 2.                                            | 「LIVIN' IT UP」          | TAKUYA∞   | 信人 / TAKUYA∞ / Yuzuru Kusugo / Satoshi Shibayama | 3:15 |
| 3.                                            | 「NAMELY (instrumental)」 | TAKUYA∞   |                                                    | 4:06 |
| 合計時間:                                     | 合計時間:                 | 合計時間: | 11:30                                              |      |

| #  | タイトル                        | 作詞 | 作曲・編曲 |
| -- | ------------------------------- | ---- | ---------- |
| 1. | 「UVERworld short movies 2020」 |      |            |

### 期間生産限定盤
| #         | タイトル                  | 作詞  | 作曲・編曲 | 時間 |
| --------- | ------------------------- | ----- | ---------- | ---- |
| 1.        | 「NAMELY」                |       |            | 4:07 |
| 2.        | 「LIVIN' IT UP」          |       |            | 3:15 |
| 3.        | 「NAMELY (short ver.)」   |       |            | 4:06 |
| 4.        | 「NAMELY (instrumental)」 |       |            | 4:06 |
| 合計時間: | 合計時間:                 | 13:05 |            |      |

## 楽曲解説
NAMELY
テレビ東京系アニメ『七つの大罪 憤怒の審判』(第2クール)エンディングテーマ。テレビアニメのタイアップ曲としてエンディングテーマを提供するのはデビュー以降初となった。2021年4月7日、テレビアニメの放映後、アニメ第13話の特殊エンディング映像を用いたリリックビデオをYouTubeにて公開。TAKUYA∞と彰は、同テレビアニメ第3期のオープニングテーマに『ROB THE FRONTIER』の提供が決まったときから原作漫画を読みはじめ、今回はコミックス30巻以降がアニメ化されると聞き、再度読み直し楽曲を制作した。
歌詞には「すなわち」や「つまり」という意味があることから、それを意味する「NAMELY」を言葉の響きを尊重した上で楽曲タイトルになっている。
Yuzuru Kusugo、Satoshi Shibayamaとの共同制作。
6月10日、YouTubeにてMVが公開された。
作曲クレジットにTAKUYA∞の名前がないのはシングル表題曲では初となる。
LIVIN' IT UP
10thアルバム『UNSER』以前に、信人が制作し提案したデモが原案である。『UNSER』はシーケンスを中心にバンドサウンドから逸脱したものを目指したため、それ以上の制作には至らなかったが、再度の提案により、完成に向けて制作に取り掛かったという。
表題曲「NAMELY」同様、Yuzuru Kusugo、Satoshi Shibayamaとの共同制作。